# Jean Baptiste Christophe Fusée-Aublet
Jean Baptiste Christophe Fusée-Aublet, född 4 november 1720 i Salon-de-Provence, död 6 maj 1778 i Paris, var en fransk apotekare och botaniker. Auktorsnamnet Aubl. kan användas för Jean Baptiste Christophe Fusée-Aublet i samband med ett vetenskapligt namn inom botaniken; se Wikipediaartiklar som länkar till auktorsnamnet.
Fusée-Aublet företog forskningsfärder till Mauritius år 1761 och till Franska Guyana 1762–1765, den senare resan på uppdrag av franska staten. Han har bland annat givit ut Histoire des plantes de la Guiane française (4 band, 1775).